# F1 Academy 2024

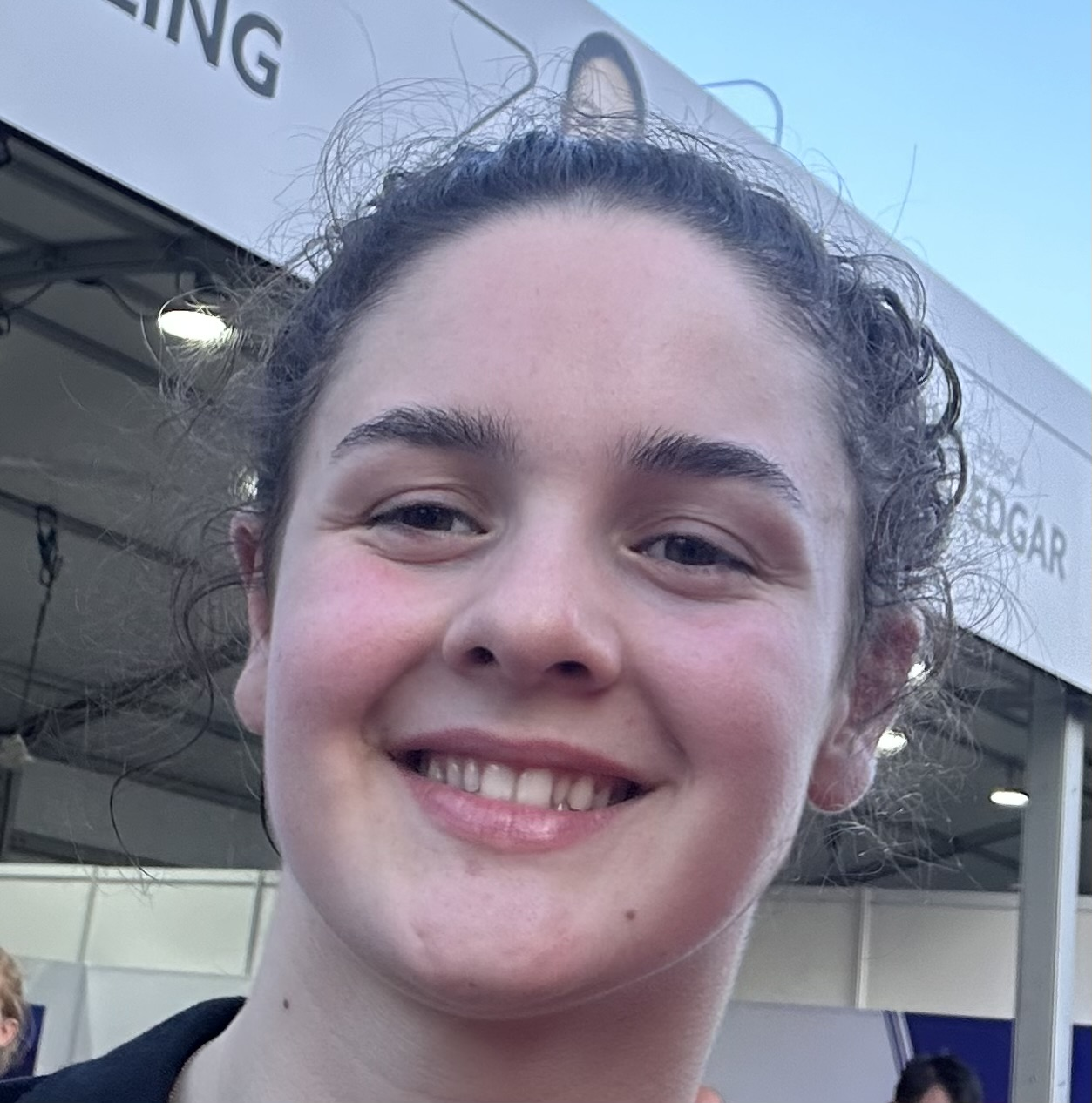
Abbi Pulling si aggiudica il Campionato Piloti totalizzando 338 punti, con 9 vittorie e 14 podi.

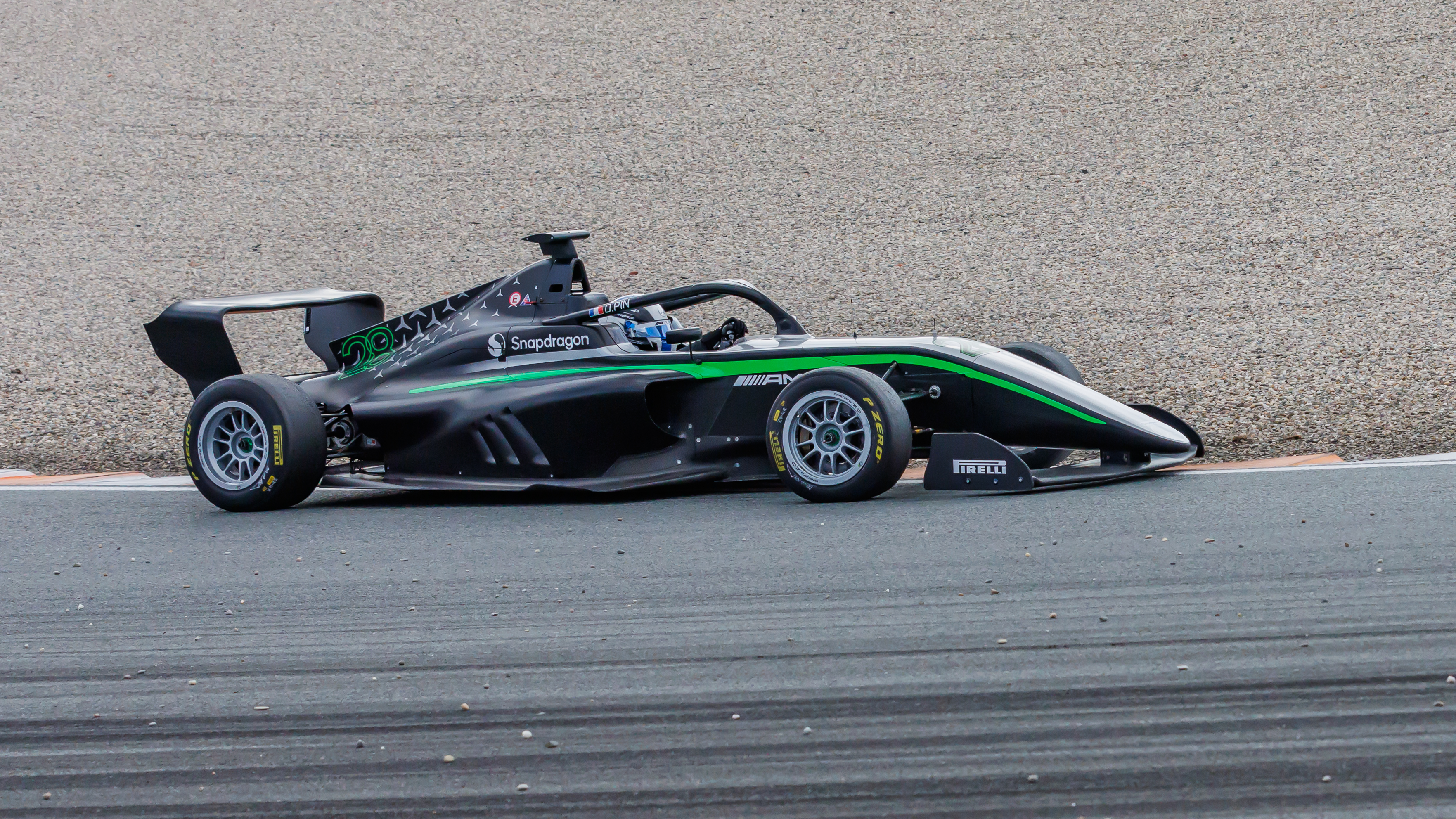
La Prema Racing (macchina numero 28 di Doriane Pin con livrea Mercedes) conquista il suo titolo consecutivo nel Campionato Team.

La F1 Academy 2024 è la seconda stagione della F1 Academy, un campionato femminile di corse monoposto. La serie segue i regolamenti della FIA Formula 4. È iniziata l'8 marzo con un weekend di due gare al Jeddah Corniche Circuit, per il Gran Premio d'Arabia Saudita, ed è terminata l'8 dicembre al Circuito di Yas Marina, per il Gran Premio di Abu Dhabi, dopo 7 prove.
Da questa edizione, verranno assegnati per le prime cinque pilote classificate anche punti validi per la Superlicenza FIA. Il sistema di punteggio è: dieci punti per la vincitrice del Campionato, sette punti per la seconda classificata, cinque per la terza, tre per la quarta ed un singolo punto per la quinta classificata.
Il Campionato Piloti è stato vinto dalla britannica Abbi Pulling che domina chiudendo con nove vittorie e chiudendo sul podio in ogni gara disputata, mentre la Prema Racing conquista il Campionato Team per la seconda edizione consecutiva.

## Calendario
Il 17 ottobre 2023 viene ufficializzato il calendario per la stagione 2024 della F1 Academy. Da quest'anno, a differenza della prima edizione, tutte le prove saranno supportate dal Campionato Mondiale di Formula 1 e, occasionalmente, anche dalla Formula 2 e Formula 3. Il campionato inizierà venerdì 8 e sabato 9 marzo al Jeddah Corniche Circuit di Gedda in Arabia Saudita, per poi spostare al Miami International Autodrome di Miami, terza e quarta tappa rimangono invariate rispetto alla passata stagione, al Circuito di Catalogna e al Circuito di Zandvoort, mentre si conclude con una tripla gara in territorio asiatico, prima al Singapore Street Circuit, successivamente al Losail International Circuit di Doha e, come tappa conclusiva il 7 e l'8 dicembre, al Circuito di Yas Marina di Abu Dhabi.
Il 1º dicembre viene cancellata Gara 2 in Qatar a causa di un ritardo alla riparazione delle barriere di protezione in seguito ad un incidente avvenuto nelle categorie di contorno del weekend di gara. La gara cancellata viene recuperata la settimana successivo ad Abu Dhabi, con il weekend che subisce una leggera variazione con tre gare disputate nel weekend di gara.
| Gara | Gara | Circuito                           | Giri | Lunghezza                 | Data         | Ora   | CTE   | Supporto                          |
| ---- | ---- | ---------------------------------- | ---- | ------------------------- | ------------ | ----- | ----- | --------------------------------- |
| 1    | G1   | Jeddah Corniche Circuit            | 13   | 13 × 6,174 = 80,262 km    | 8 marzo      | 15:10 | 13:10 | Gran Premio d'Arabia Saudita 2024 |
| 1    | G2   | Jeddah Corniche Circuit            | 13   | 13 × 6,174 = 80,262 km    | 9 marzo      | 15:05 | 13:05 | Gran Premio d'Arabia Saudita 2024 |
| 2    | G1   | Miami International Autodrome      | 13   | 13 × 5,412 km = 70,356 km | 4 maggio     | 14:05 | 20:05 | Gran Premio di Miami 2024         |
| 2    | G2   | Miami International Autodrome      | 13   | 13 × 5,412 km = 70,356 km | 5 maggio     | 13:05 | 19:05 | Gran Premio di Miami 2024         |
| 3    | G1   | Circuito di Catalogna, Barcellona  | 16   | 16 x 4,657 km = 74,512 km | 22 giugno    | 18:00 | 18:00 | Gran Premio di Spagna 2024        |
| 3    | G2   | Circuito di Catalogna, Barcellona  | 16   | 16 x 4,657 km = 74,512 km | 23 giugno    | 8:50  | 8:50  | Gran Premio di Spagna 2024        |
| 4    | G1   | Circuito di Zandvoort              | 13   | 13 x 4,259 km = 55,367 km | 25 agosto    | 8:40  | 8:40  | Gran Premio d'Olanda 2024         |
| 4    | G2   | Circuito di Zandvoort              | 17   | 17 x 4,259 km = 72,403 km | 25 agosto    | 10:40 | 10:40 | Gran Premio d'Olanda 2024         |
| 5    | G1   | Singapore Street Circuit           | 12   | 12 x 4,940 km = 59,28 km  | 21 settembre | 15:05 | 9:05  | Gran Premio di Singapore 2024     |
| 5    | G2   | Singapore Street Circuit           | 12   | 12 x 4,940 km = 59,28 km  | 22 settembre | 15:30 | 9:30  | Gran Premio di Singapore 2024     |
| 6    | G1   | Losail International Circuit, Doha | 14   | 14 x 5,419 km = 75,866 km | 30 novembre  | 23:00 | 21:00 | Gran Premio del Qatar 2024        |
| 6    | G2   | Losail International Circuit, Doha | 14   | 14 x 5,419 km = 75,866 km | 1º dicembre  | 14:00 | 12:00 | Gran Premio del Qatar 2024        |
| 7    | G1   | Circuito di Yas Marina             | 14   | 14 x 5,281 km = 73,934 km | 7 dicembre   | 12:15 | 9:15  | Gran Premio di Abu Dhabi 2024     |
| 7    | G2   | Circuito di Yas Marina             | 14   | 14 x 5,281 km = 73,934 km | 7 dicembre   | 20:15 | 17:15 | Gran Premio di Abu Dhabi 2024     |
| 7    | G3   | Circuito di Yas Marina             | 14   | 14 x 5,281 km = 73,934 km | 8 dicembre   | 11:15 | 8:15  | Gran Premio di Abu Dhabi 2024     |

## Piloti e squadre

### Scuderie
Tutti i cinque team della passata stagione sono stati confermati per il 2024. Il team Rodin Carlin, però, cambia ufficialmente nome in Rodin Motorsport e con bandiera neozelandese. La grande novità per questa stagione è la presenza di ogni team di Formula 1, andando a nominare un proprio pilota che gareggerà nel Campionato. Inoltre, ogni scuderia dovrà dare i propri colori ad una delle quindici vetture presenti.

### Piloti
Marta García, campionessa dell'edizione inaugurale, rimane con Prema Racing, ma lascia la serie venendo promossa in Formula Regional Europea. Anche Chloe Chong e Bianca Bustamante lasciano il team, con quest'ultima che si accasa all'ART Grand Prix. Il team le sostituisce con la svizzera Tina Hausmann supportata da Aston Martin, la francese Doriane Pin supportata da Mercedes, e dall'olandese Maya Weug, supportata da Ferrari.
Il team MP Motosport conferma dalla stagione precedente il trio composto dalle sorelle Al Qubasisi, con Amna supportata da Racing Bulls e Hamda supportata da Red Bull Racing, mentre l'olandese Emely de Heus viene supportata da Red Bull GmbH.
Il team Rodin Motorsport, dopo il cambio di denominazione, conferma le britanniche Abbi Pulling, supportata da Alpine, e Jessica Edgar, mentre preleva Lola Lovinfosse, supportata dall'azienda di cosmetici Charlotte Tilbury, dalla Campos Racing.
Campos Racing conferma Nerea Martí dalla passata stagione, supportata da Tommy Hilfiger. Annuncia come nuove pilote Chloe Chambers e Carrie Schreiner; la prima è al debutto nella categoria e supportata da Haas, mentre la seconda proviene dall'ART Grand Prix e viene supportata da Sauber. ART Gran Prix, a sua volta, ufficializza: Bianca Bustamante supportata da McLaren e da Cisco; Lia Block, classe 2006 e figlia di Ken Block, supportata da Williams; e la brasiliana classe 2007 Aurelia Nobel, supportata da Puma.

### Tabella Riassuntiva
| Team             | Nº | Pilota            | Scuderia di supporto | Gare |
| ---------------- | -- | ----------------- | -------------------- | ---- |
| Prema Racing     | 19 | Tina Hausmann     | Aston Martin         | 1-   |
| Prema Racing     | 28 | Doriane Pin       | Mercedes             | 1-   |
| Prema Racing     | 64 | Maya Weug         | Ferrari              | 1-   |
| MP Motorsport    | 7  | Emely de Heus     | -                    | 1-   |
| MP Motorsport    | 88 | Amna Al Qubaisi   | RB                   | 1-   |
| MP Motorsport    | 8  | Hamda Al Qubaisi  | Red Bull             | 1-   |
| Rodin Motorsport | 3  | Lola Lovinfosse   | -                    | 1-   |
| Rodin Motorsport | 9  | Abbi Pulling      | Alpine               | 1-   |
| Rodin Motorsport | 17 | Jessica Edgar     | -                    | 1-   |
| ART Grand Prix   | 16 | Bianca Bustamante | McLaren              | 1-   |
| ART Grand Prix   | 22 | Aurelia Nobels    | -                    | 1-   |
| ART Grand Prix   | 57 | Lia Block         | Williams             | 1-   |
| Campos Racing    | 14 | Chloe Chambers    | Haas                 | 1-   |
| Campos Racing    | 15 | Carrie Schreiner  | Sauber               | 1-   |
| Campos Racing    | 30 | Nerea Martí       | -                    | 1-   |

#### Wildcard
A partire da questa stagione, sono state aggiunte le Wildcard. Le pilote selezionate guideranno per il weekend di gara una vettura di Prema Racing, in aggiunta alle già tre presenti, e potranno anche far segnare punti nella Classifica Pilote.
| Nº | Pilota           | Gare |
| -- | ---------------- | ---- |
| 4  | Nina Gademan     | 4    |
| 5  | Ella Lloyd       | 5    |
| 6  | Alisha Palmowski | 6    |
| 18 | Reema Juffali    | 1    |
| 54 | Logan Hannah     | 7    |
| 77 | Courtney Crone   | 2    |

## Risultati
| Gara | Gara | Circuito   | Tempo                                                                          | Velocità media                                                                 | Pole position                                                                  | Giro veloce                                                                    | Pilota vincitore                                                               | Team vincitore                                                                 | Note                                                                           |
| ---- | ---- | ---------- | ------------------------------------------------------------------------------ | ------------------------------------------------------------------------------ | ------------------------------------------------------------------------------ | ------------------------------------------------------------------------------ | ------------------------------------------------------------------------------ | ------------------------------------------------------------------------------ | ------------------------------------------------------------------------------ |
| 1    | G1   | Jeddah     | 26'50"962                                                                      | 165,564 km/h                                                                   | Doriane Pin                                                                    | Abbi Pulling                                                                   | Doriane Pin                                                                    | Prema Racing                                                                   | [ 29 ]                                                                         |
| 1    | G2   | Jeddah     | 32'03''265                                                                     | 150,235 km/h                                                                   | Doriane Pin                                                                    | Doriane Pin                                                                    | Abbi Pulling                                                                   | Rodin Motorsport                                                               | [ 30 ]                                                                         |
| 2    | G3   | Miami      | 25'58"659                                                                      | 162,499 km/h                                                                   | Abbi Pulling                                                                   | Bianca Bustamante                                                              | Abbi Pulling                                                                   | Rodin Motorsport                                                               | [ 31 ]                                                                         |
| 2    | G4   | Miami      | 26'00"656                                                                      | 162,291 km/h                                                                   | Abbi Pulling                                                                   | Abbi Pulling                                                                   | Abbi Pulling                                                                   | Rodin Motorsport                                                               | [ 32 ]                                                                         |
| 3    | G5   | Barcellona | 30'12"693                                                                      | 147,730 km/h                                                                   | Abbi Pulling                                                                   | Abbi Pulling                                                                   | Abbi Pulling                                                                   | Rodin Motorsport                                                               | [ 33 ]                                                                         |
| 3    | G6   | Barcellona | 27'50"857                                                                      | 160,270 km/h                                                                   | Abbi Pulling                                                                   | Chloe Chambers                                                                 | Chloe Chambers                                                                 | Campos Racing                                                                  | [ 34 ]                                                                         |
| 4    | G7   | Zandvoort  | 21'10"796                                                                      | 156,674 km/h                                                                   | Abbi Pulling                                                                   | Abbi Pulling                                                                   | Abbi Pulling                                                                   | Rodin Motorsport                                                               | [ 35 ]                                                                         |
| 4    | G8   | Zandvoort  | 27'39"628                                                                      | 156,921 km/h                                                                   | Doriane Pin                                                                    | Doriane Pin                                                                    | Doriane Pin                                                                    | Prema Racing                                                                   | [ 36 ]                                                                         |
| 5    | G9   | Singapore  | 22'54"485                                                                      | 141,966 km/h                                                                   | Abbi Pulling                                                                   | Doriane Pin                                                                    | Abbi Pulling                                                                   | Rodin Motorsport                                                               | [ 37 ]                                                                         |
| 5    | G10  | Singapore  | 26'28"945                                                                      | 133,997 km/h                                                                   | Abbi Pulling                                                                   | Abbi Pulling                                                                   | Abbi Pulling                                                                   | Rodin Motorsport                                                               | [ 38 ]                                                                         |
| 6    | G11  | Lusail     | 26'57"842                                                                      | 168,210 km/h                                                                   | Doriane Pin                                                                    | Doriane Pin                                                                    | Doriane Pin                                                                    | Prema Racing                                                                   | [ 39 ]                                                                         |
| 6    | G12  | Lusail     | Cancellata a causa di un ritardo alla riparazione delle barriere di protezione | Cancellata a causa di un ritardo alla riparazione delle barriere di protezione | Cancellata a causa di un ritardo alla riparazione delle barriere di protezione | Cancellata a causa di un ritardo alla riparazione delle barriere di protezione | Cancellata a causa di un ritardo alla riparazione delle barriere di protezione | Cancellata a causa di un ritardo alla riparazione delle barriere di protezione | Cancellata a causa di un ritardo alla riparazione delle barriere di protezione |
| 7    | G13  | Abu Dhabi  | 27'19"293                                                                      | 162,111 km/h                                                                   | Abbi Pulling                                                                   | Abbi Pulling                                                                   | Abbi Pulling                                                                   | Rodin Motorsport                                                               | [ 40 ]                                                                         |
| 7    | G14  | Abu Dhabi  | 28'34"807                                                                      | 154,972 km/h                                                                   | Abbi Pulling                                                                   | Chloe Chambers                                                                 | Abbi Pulling                                                                   | Rodin Motorsport                                                               | [ 41 ]                                                                         |
| 7    | G15  | Abu Dhabi  | 28'43"287                                                                      | 154,210 km/h                                                                   | Abbi Pulling                                                                   | Maya Weug                                                                      | Maya Weug                                                                      | Prema Racing                                                                   | [ 42 ]                                                                         |

## Regolamento
Le vetture che saranno utilizzate nella stagione 2024 avranno tutte come il telaio Tatuus F4-T-421, lo stesso utilizzato negli altri campionati di Formula 4 in giro per il mondo. I motori sono i turbocompressi forniti dal Abarth e gestiti da Autotecnica, in grado di erogare 165 cavalli, mentre gli pneumatici sono forniti dalla Pirelli.

### Sistema di punteggio
Il sistema di punteggio rimane identico per entrambe le due gare nel corso del weekend, decidendo di adottare il sistema della Formula 1 con l'aggiunta di due punti alla pilota che otterrà la Pole Position. Il punto del giro veloce della gara verrà assegnato ad una pilota tra le prime dieci classificate. 
| Posizione | 1ª | 2ª | 3ª | 4ª | 5ª | 6ª | 7ª | 8ª | 9ª | 10ª | Pole | Giro veloce |
| Punti     | 25 | 18 | 15 | 12 | 10 | 8  | 6  | 4  | 2  | 1   | 2    | 1           |

## Classifiche

### Classifica Piloti
| Pos. | Pilota                  | JED             | JED                 | MIA          | MIA         | CAT                                             | CAT | ZAN | ZAN | SIN | SIN | LUS | LUS | YAS | YAS | YAS | Punti |
| --- | ----------------------- | --------------- | ------------------- | ------------ | ----------- | ----------------------------------------------- | --- | --- | --- | --- | --- | --- | --- | --- | --- | --- | ----- |
| 1 | Abbi Pulling            | 2               | 1                   | 1            | 1           | 1                                               | 2   | 1   | 3   | 1   | 1   | 2   | C   | 1   | 1   | 2   | 295   |
| 2 | Doriane Pin             | 1               | 9                   | 2            | 3           | 7                                               | 5   | 5   | 1   | 3   | 3   | 1   | C   | 3   | 4   | 5   | 217   |
| 3 | Maya Weug               | 3               | 2                   | 6            | 5           | Rit                                             | 13  | 3   | 2   | 2   | 2   | 3   | C   | 7   | 5   | 1   | 177   |
| 4 | Nerea Martí             | 14†             | 3                   | 4            | 7           | 2                                               | 4   | 2   | 8   | 7   | 5   | 8   | C   | 6   | 6   | 3   | 136   |
| 5 | Hamda Al Qubaisi        | 9               | 5                   | 5            | 6           | 5                                               | 3   | 8   | 4   | 6   | 6   | 4   | C   | 2   | 3   | 10  | 133   |
| 6 | Chloe Chambers          | 4               | 10                  | 3            | 4           | 3                                               | 1   | 6   | 12  | 5   | 8   | 11  | C   | 11  | 2   | 16  | 122   |
| 7 | Bianca Bustamante       | 5               | 6                   | 9            | 2           | 4                                               | 7   | 14  | 11  | 16  | 14  | 16  | C   | 5   | 7   | 14  | 73    |
| 8 | Lia Block               | 16†             | 11                  | 15           | 10          | 10                                              | 6   | 9   | 15  | 4   | 4   | 6   | C   | 12  | 12  | 15  | 44    |
| 9 | Carrie Schreiner        | 10              | 7                   | 12           | 9           | 12                                              | 11  | 10  | 6   | 8   | 9   | 12  | C   | 9   | Rit | 6   | 34    |
| 10 | Tina Hausmann           | 6               | 13                  | Rit          | Rit         | 9                                               | 8   | 11  | 9   | 10  | 16  | 15  | C   | 15  | 9   | 4   | 31    |
| 11 | Emely de Heus           | 12              | 12                  | 11           | 12          | 6                                               | 10  | 15  | 13  | 15  | 10  | 10  | C   | 4   | 8   | 9   | 29    |
| 12 | Aurelia Nobles          | 7               | Rit                 | 13           | 13          | 13                                              | 14  | 7   | 5   | 14  | 12  | 9   | C   | 10  | 11  | 8   | 29    |
| 13 | Jessica Edgar           | 15              | 4                   | 7            | 15          | 8                                               | 15  | 12  | 16  | 13  | 15  | 7   | C   | 16  | Rit | 12  | 28    |
| 14 | Lola Lovinfosse         | 8               | Rit                 | 10           | 15          | 11                                              | 9   | 13  | 7   | 11  | 13  | 14  | C   | 13  | Rit | 7   | 19    |
| 15 | Amna Al Qubaisi         | 13              | 8                   | 8            | 8           | Rit                                             | 12  | 16  | 14  | 12  | 11  | 13  | C   | 8   | 13  | 13  | 16    |
| 16 | Nina Gademan            |                 |                     |              |             |                                                 |     | 4   | 10  |     |     |     |     |     |     |     | 13    |
| 17 | Alisha Palmowski        |                 |                     |              |             |                                                 |     |     |     |     |     | 5   | C   |     |     |     | 10    |
| 18 | Ella Lloyd              |                 |                     |              |             |                                                 |     |     |     | 9   | 7   |     |     |     |     |     | 8     |
| 19 | Logan Hannah            |                 |                     |              |             |                                                 |     |     |     |     |     |     |     | 14  | 10  | 11  | 1     |
| 20 | Courtney Crone          |                 |                     | 14           | 11          |                                                 |     |     |     |     |     |     |     |     |     |     | 0     |
| 21 | Reema Juffali           | 11              | Rit                 |              |             |                                                 |     |     |     |     |     |     |     |     |     |     | 0     |
| Pos. | Pilota                  | JED             | JED                 | MIA          | MIA         | CAT                                             | CAT | ZAN | ZAN | SIN | SIN | LUS | LUS | YAS | YAS | YAS | Punti |
| \| Legenda \| 1º posto \| 2º posto \| 3º posto \| A punti \| Senza punti \| Grassetto=Pole position Corsivo=Giro più veloce \| \| Legenda \| Solo prove/Terzo pilota \| Non qualificato \| Ritirato/Non class. \| Squalificato \| Non partito \| Grassetto=Pole position Corsivo=Giro più veloce \| |                         |                 |                     |              |             |                                                 |     |     |     |     |     |     |     |     |     |     |       |
| Legenda | 1º posto                | 2º posto        | 3º posto            | A punti      | Senza punti | Grassetto=Pole position Corsivo=Giro più veloce |     |     |     |     |     |     |     |     |     |     |       |
| Legenda | Solo prove/Terzo pilota | Non qualificato | Ritirato/Non class. | Squalificato | Non partito | Grassetto=Pole position Corsivo=Giro più veloce |     |     |     |     |     |     |     |     |     |     |       |

† – Indica i piloti ritirati ma ugualmente classificati avendo coperto, come previsto dal regolamento, almeno il 90% della distanza di gara.

### Classifica Team
| Pos. | Pilota                  | JED             | JED                 | MIA          | MIA         | CAT                                             | CAT | ZAN | ZAN | SIN | SIN | LUS | LUS | YAS | YAS | YAS | Punti |
| --- | ----------------------- | --------------- | ------------------- | ------------ | ----------- | ----------------------------------------------- | --- | --- | --- | --- | --- | --- | --- | --- | --- | --- | ----- |
| 1 | Prema Racing            | 1               | 2                   | 2            | 3           | 7                                               | 5   | 3   | 1   | 2   | 2   | 1   | C   | 3   |     |     | 353   |
| 1 | Prema Racing            | 3               | 9                   | 6            | 5           | 9                                               | 8   | 5   | 2   | 3   | 3   | 3   | C   | 7   |     |     | 353   |
| 1 | Prema Racing            | 6               | 13                  | Rit          | Rit         | Rit                                             | 13  | 11  | 9   | 10  | 16  | 15  | C   | 15  |     |     | 353   |
| 2 | Rodin Motorsport        | 2               | 1                   | 1            | 1           | 1                                               | 2   | 1   | 3   | 1   | 1   | 2   | C   | 1   |     |     | 336   |
| 2 | Rodin Motorsport        | 8               | 4                   | 7            | 13          | 8                                               | 9   | 12  | 7   | 11  | 13  | 7   | C   | 13  |     |     | 336   |
| 2 | Rodin Motorsport        | 15              | Rit                 | 10           | 15          | 11                                              | 15  | 13  | 16  | 13  | 15  | 14  | C   | 16  |     |     | 336   |
| 3 | Campos Racing           | 4               | 3                   | 3            | 4           | 2                                               | 1   | 2   | 6   | 5   | 5   | 8   | C   | 6   |     |     | 242   |
| 3 | Campos Racing           | 10              | 7                   | 4            | 7           | 3                                               | 4   | 6   | 8   | 7   | 8   | 11  | C   | 9   |     |     | 242   |
| 3 | Campos Racing           | 14†             | 10                  | 12           | 9           | 12                                              | 11  | 10  | 12  | 8   | 9   | 12  | C   | 11  |     |     | 242   |
| 4 | MP Motorsport           | 9               | 5                   | 5            | 6           | 5                                               | 3   | 8   | 4   | 6   | 6   | 6   | C   | 2   |     |     | 156   |
| 4 | MP Motorsport           | 12              | 8                   | 8            | 8           | 6                                               | 10  | 15  | 13  | 12  | 10  | 10  | C   | 4   |     |     | 156   |
| 4 | MP Motorsport           | 13              | 12                  | 11           | 10          | Rit                                             | 12  | 16  | 14  | 15  | 11  | 13  | C   | 8   |     |     | 156   |
| 5 | ART Grand Prix          | 5               | 6                   | 9            | 2           | 4                                               | 6   | 7   | 5   | 4   | 4   | 6   | C   | 5   |     |     | 136   |
| 5 | ART Grand Prix          | 7               | 11                  | 13           | 11          | 10                                              | 7   | 9   | 11  | 14  | 12  | 9   | C   | 10  |     |     | 136   |
| 5 | ART Grand Prix          | 16†             | Rit                 | 15           | 14          | 13                                              | 14  | 14  | 15  | 16  | 14  | 16  | C   | 12  |     |     | 136   |
| Pos. | Pilota                  | JED             | JED                 | MIA          | MIA         | CAT                                             | CAT | ZAN | ZAN | SIN | SIN | LUS | LUS | YAS | YAS | YAS | Punti |
| \| Legenda \| 1º posto \| 2º posto \| 3º posto \| A punti \| Senza punti \| Grassetto=Pole position Corsivo=Giro più veloce \| \| Legenda \| Solo prove/Terzo pilota \| Non qualificato \| Ritirato/Non class. \| Squalificato \| Non partito \| Grassetto=Pole position Corsivo=Giro più veloce \| |                         |                 |                     |              |             |                                                 |     |     |     |     |     |     |     |     |     |     |       |
| Legenda | 1º posto                | 2º posto        | 3º posto            | A punti      | Senza punti | Grassetto=Pole position Corsivo=Giro più veloce |     |     |     |     |     |     |     |     |     |     |       |
| Legenda | Solo prove/Terzo pilota | Non qualificato | Ritirato/Non class. | Squalificato | Non partito | Grassetto=Pole position Corsivo=Giro più veloce |     |     |     |     |     |     |     |     |     |     |       |

† – Indica i piloti ritirati ma ugualmente classificati avendo coperto, come previsto dal regolamento, almeno il 90% della distanza di gara.